# Shizong (Qujing)

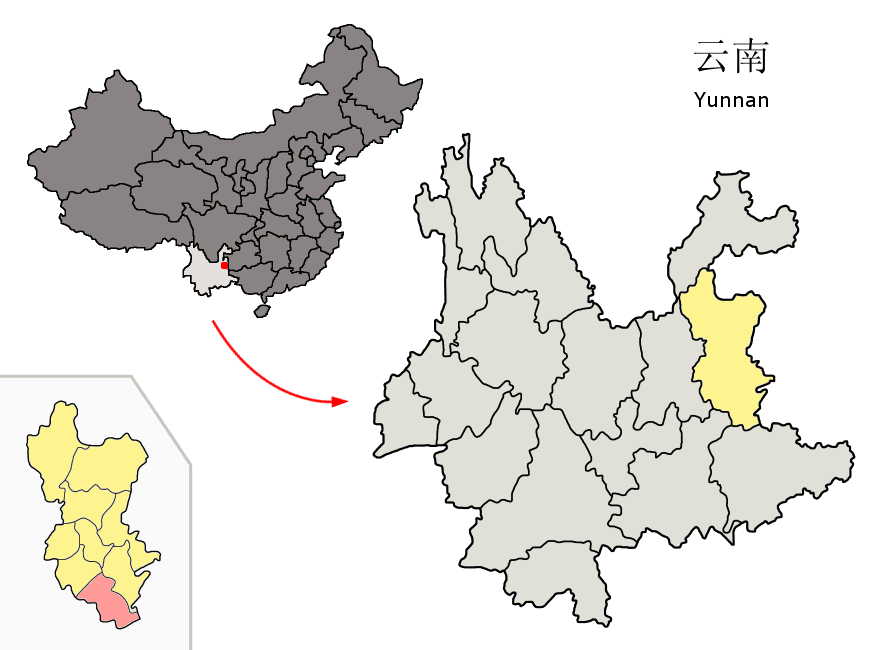
Lage des Kreises Shizong (rosa) in Qujing (gelb)

Der Kreis Shizong (师宗县,  Shīzōng Xiàn) ist ein Kreis im Osten der chinesischen Provinz Yunnan. Er gehört zum Verwaltungsgebiet der bezirksfreien Stadt Qujing. Shizong hat eine Fläche von 2.769 Quadratkilometern und zählt 376.902 Einwohner (Stand: Zensus 2020). Sein Hauptort ist die Großgemeinde Danfeng (丹凤镇).

## Administrative Gliederung
Auf Gemeindeebene setzt sich der Kreis aus vier Großgemeinden und vier Gemeinden (davon drei Nationalitätengemeinden) zusammen. Diese sind: 
- Großgemeinde Danfeng 丹风镇
- Großgemeinde Xiongbi 雄壁镇
- Großgemeinde Kuishan 葵山镇
- Großgemeinde Caiyun 彩云镇

- Gemeinde Zhuji 竹基乡
- Gemeinde Longqing der Yi und Zhuang 龙庆彝族壮族乡
- Gemeinde Wulong der Zhuang 五龙壮族乡
- Gemeinde Gaoliang der Zhuang, Miao und Yao 高良壮族苗族瑶族乡